# Xiacun (socken i Kina, Sichuan)
Xiacun (kinesiska: 下村乡, 下村) är en socken i Kina. Den ligger i provinsen Sichuan, i den sydvästra delen av landet, omkring 450 kilometer söder om provinshuvudstaden Chengdu. Antalet invånare är 5 910. Befolkningen består av 2 793 kvinnor och 3 117 män. Barn under 15 år utgör 22,0 %, vuxna 15-64 år 67 %, och äldre över 65 år 10,0 %.
Genomsnittlig årsnederbörd är 1 137 millimeter. Den regnigaste månaden är juli, med i genomsnitt 320 mm nederbörd, och den torraste är januari, med 3 mm nederbörd.